# Cim de la Coma del Clot
El Cim de la Coma del Clot és una muntanya de 2.739 metres que es troba entre el municipi de Queralbs al Ripollès.